# لاچزار دافکوف
لاچزار دافکوف (بلغاری: Лъчезар Дафков؛ زادهٔ ۱۲ ژوئن ۱۹۷۳) بازیکن فوتبال اهل بلغارستان است.